# CMA-CGM-Marco-Polo-Typ
Die Baureihe des CMA CGM Marco Polo-Typs zählten bei ihrem Bau zu den größten Containerschiffstypen der Welt. Sie verfügen bei etwas geringeren Abmessungen über eine höhere Tragfähigkeit und mehr Containerstellplätze als die zuvor größten Schiffe der Emma Mærsk-Klasse, wurden aber bereits 2013 von der Triple-E-Klasse als größte Containerschiffe der Welt übertroffen.

## Geschichte

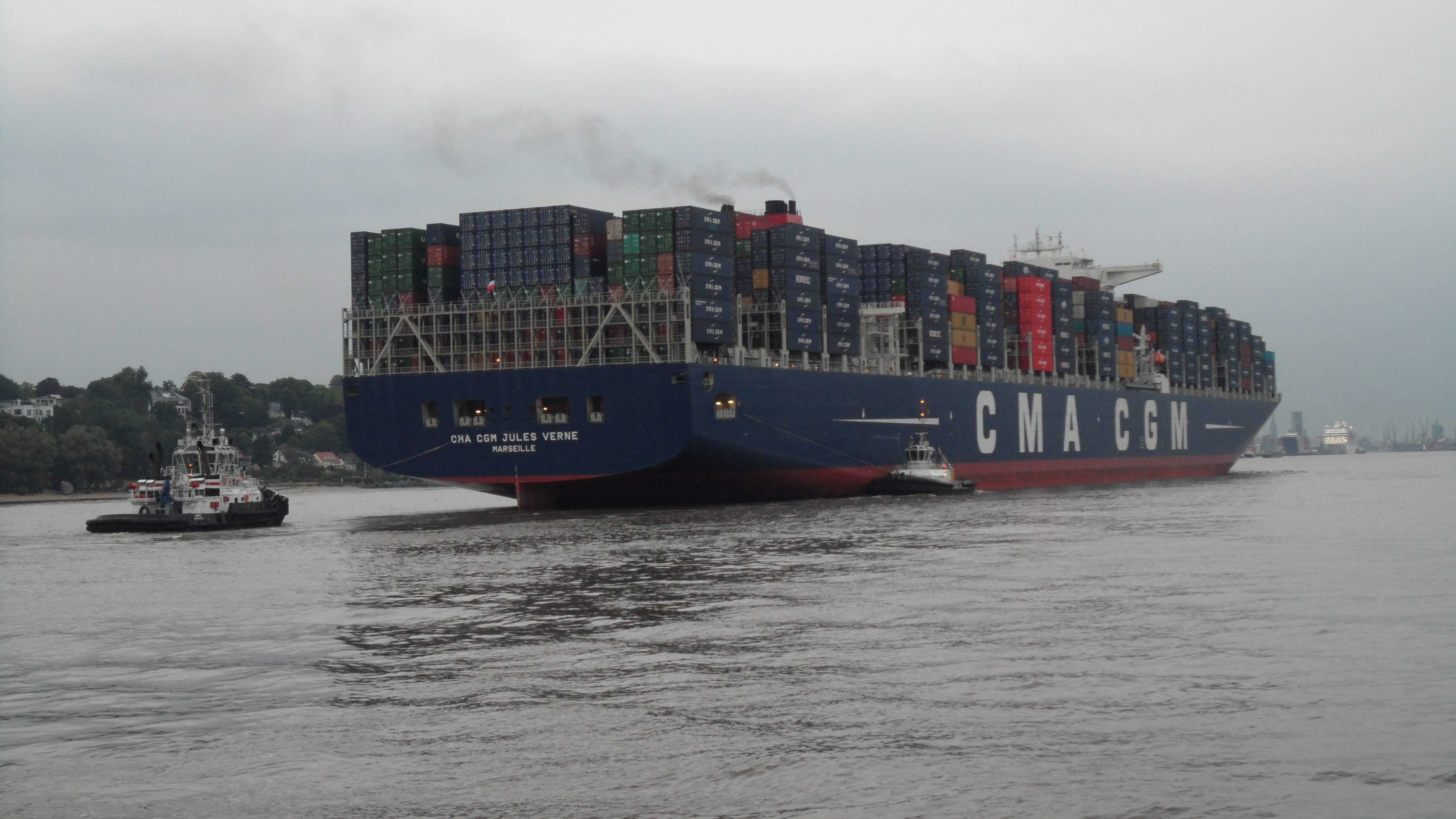
Heckansicht der CMA CGM Jules Verne auf der Elbe

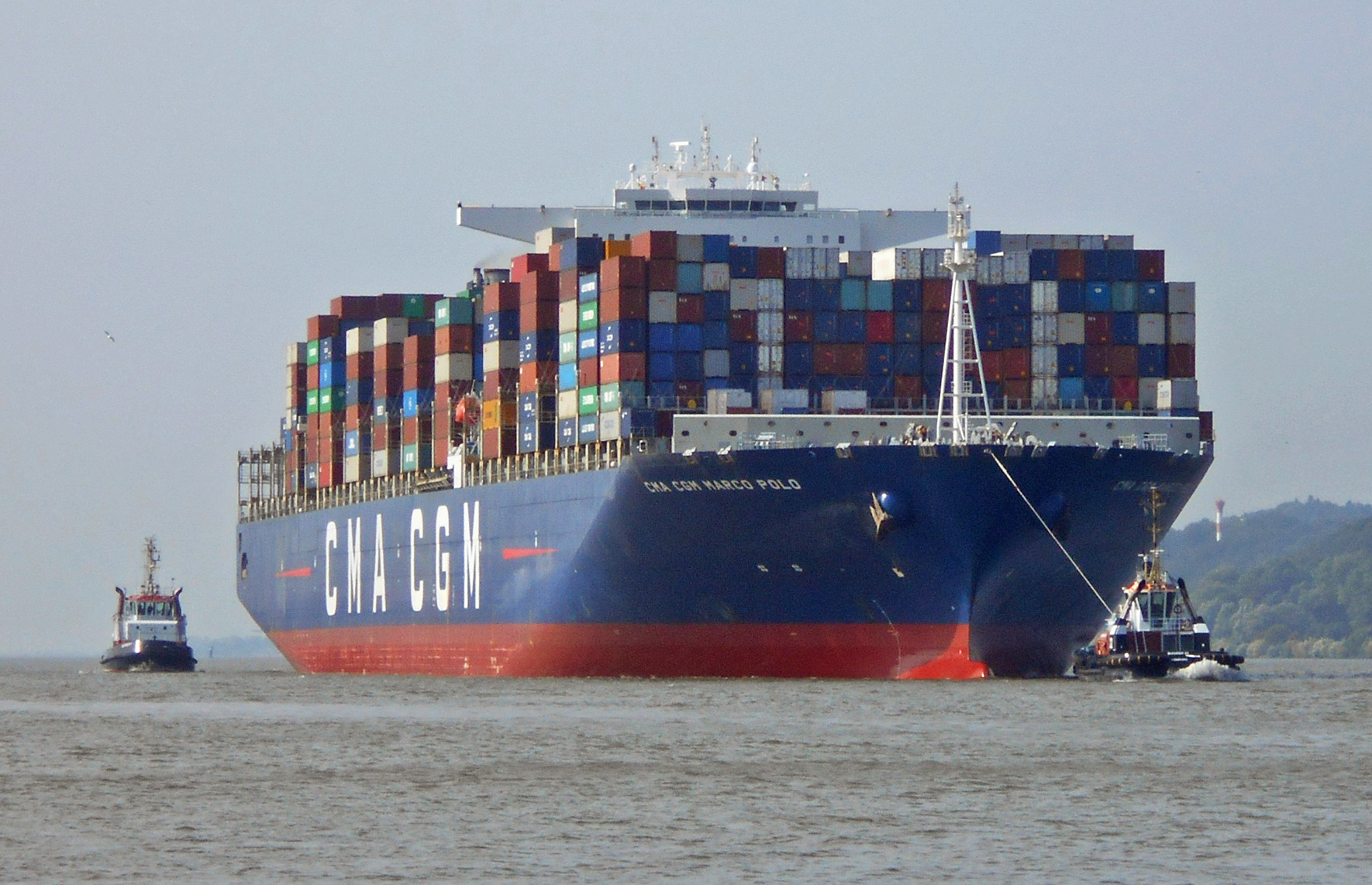
CMA CGM Marco Polo 2018 auf der Elbe

Die CMA CGM Marco Polo wurde am 5. November 2012 als Typschiff einer Dreierserie baugleicher ULCV-Schiffe in Fahrt gesetzt. Ursprünglich sollten acht Schiffe gebaut werden. Die französische Reederei CMA CGM aus Marseille als Auftraggeber stornierte jedoch Anfang 2011 einen Teil der Bestellung. Gebaut wurde das Schiff mit der Baunummer 4161 auf der Werft Daewoo Shipbuilding & Marine Engineering in Geoje, Südkorea. Die Jungfernfahrt nach Europa begann am 7. November 2012 in der chinesischen Hafenstadt Ningbo bzw. dem Ningbo-Zhoushan-Hafen.
Am 2. Mai 2013 wurde das zweite Schiff der Baureihe an CMA CGM ausgeliefert. Es wurde auf den Namen CMA CGM Jules Verne getauft; ursprünglich war CMA CGM Zheng He als Taufname geplant (Zheng He war ein chinesischer Admiral, der um 1434 starb). Das dritte Schiff der Serie sollte zunächst den Namen CMA CGM Vasco da Gama erhalten. Es wurde am 30. Mai 2013 als CMA CGM Alexander von Humboldt in Dienst gestellt.
Die Schiffe werden auf dem FAL-Containerliniendienst (French Asia Line) zwischen Fernost und Europa eingesetzt.

## Technik
Die Doppelhüllenschiffe fußen schiffbaulich auf den geringfügig kleineren Einheiten der CMA CGM Christophe Colomb-Klasse. Auch hier ist das Deckshaus, anders als bei der Mehrzahl der herkömmlichen Containerschiffe, weit vorne angeordnet, was einen verbesserten Sichtstrahl und somit höhere Beladung des vorderen Decks ermöglicht. Vor dem Deckshaus befinden sich neun 40-Fuß-Bays, dahinter 10 Bays und hinter dem Maschinenaufbau fünf weitere Bays. Unterhalb des Aufbaus sind unter anderem die Bunkertanks angeordnet, um neueste MARPOL-Vorschriften zu erfüllen. Hauptantrieb der Schiffe ist ein mit Schweröl betriebener, aufgeladener Zweitakt-Kreuzkopfmotor des finnischen Herstellers Wärtsilä (Typ 14RT-Flex96c) mit 14 Zylindern und einer Leistung von 80.080 kW (108.878 PS). Sein maximales Drehmoment ist 7.500 kNm bei 102/mi Es ist der stärkste zurzeit lieferbare Schiffsdieselmotor. Der Motor wiegt 2.300 Tonnen, allein die Kurbelwelle wiegt 300 Tonnen. Der relativ geringe Verbrauch des Dieselmotors hängt mit seinem hohen Wirkungsgrad von 49,0 Prozent zusammen. Moderne PKW-Motoren liegen bei 35 bis 45 Prozent.
Die Bohrung des Motors beträgt 96 cm, der Hub 2,50 m. Hieraus ergibt sich ein Hubraum von 1.809 l und 5.720 kW pro Zylinder. Hochgerechnet ergibt das 25.320 l Hubraum mit 14 Zylindern. Am strömungsoptimierten Unterwasserschiff sind vor dem Schiffspropeller Leitflächen zur Verbesserung des Anströmungsverhaltens des Propellers angebaut, was ebenso wie die Ruderform die Energieeffizienz verbessern soll. Die acht Laderäume der Schiffe des CMA CGM Marco Polo-Typs werden mit Pontonlukendeckeln verschlossen. Die Schiffe haben eine Kapazität von 16.020 TEU, 1.200 Kühlcontainer können angeschlossen werden.
Ende 2022 erhielt die CMA CGM Marco Polo bei einem Werftaufenthalt ein Bugschild über der Back um die Aerodynamik zu verbessern und Treibstoff zu sparen.

## Die Schiffe
| Bauname                        | Baunummer | IMO-Nummer | Kiellegung Stapellauf Ablieferung | Auftraggeber                                  | Spätere Namen und Verbleib |
| ------------------------------ | --------- | ---------- | --------------------------------- | --------------------------------------------- | -------------------------- |
| CMA CGM Marco Polo             | 4161      | 9454436    | - 6. November 2012                | SNC Nordenskiold, London CMA CGM, Marseille   | -                          |
| CMA CGM Alexander von Humboldt | 4162      | 9454448    | - 16. April 2013                  | Caroline 31, Marseille CMA CGM, Marseille     | -                          |
| CMA CGM Jules Verne            | 4163      | 9454450    | - 30. April 2013                  | Caroline 32 SNC, Marseille CMA CGM, Marseille | -                          |
| Daten: Equasis, grosstonnage   |           |            |                                   |                                               |                            |